# Данило Петрович-Негош
Данило Петрович-Негош або Негуш (серб. Данило Петровић Његош, близько 1670, Негуші, Чорногорія (Османська імперія) — 4 січня 1735, монастир Подмаїне, Венеційська республіка) — видатний церковний і державний діяч, митрополит Чорногорії. Він є засновником знаменитої династії Петровичів-Негошів, прославився тим, що проводив політику зміцнення єдності Чорногорії й усунення міжплемінної ворожнечі. Запровадив загальночорногорський судовий орган — «Суд Владики Данила». В роки правління Данила Петровича-Негоша почалися зв'язки Чорногорії з Московщиною.

## Молоді роки

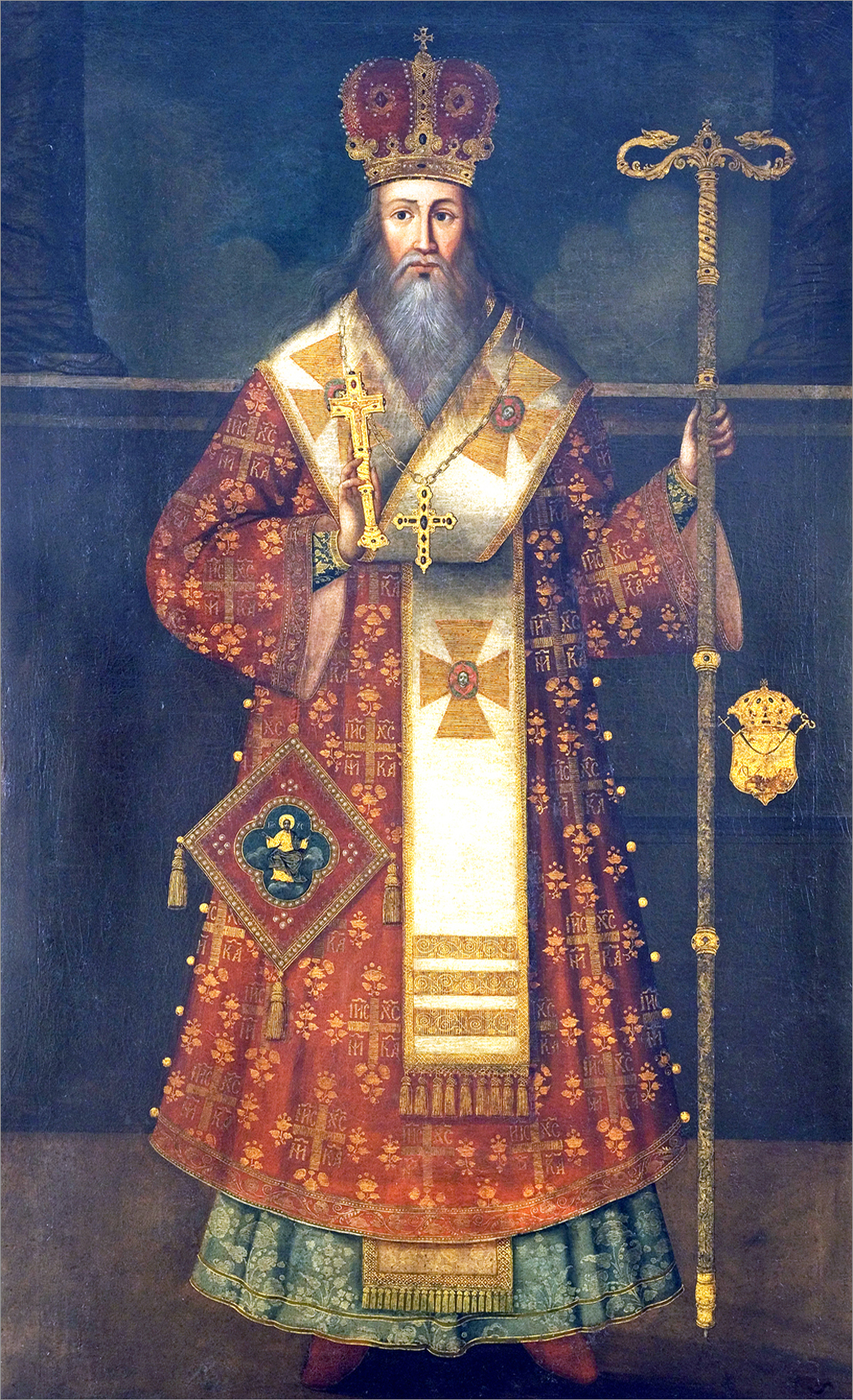
Арсеній ІІІ

Майбутній чорногорський владика народився в с. Негуші в 1677 році (ця дата зазначена на його могилі), проте в багатьох джерелах фігурує 1670 рік. Справжнє, тобто мирське, ім'я Данила — Ніко. Його батьком був воєвода Стефан (Шчепац) Петрович. Тому владику Даниїла часто називали по-батькові — Шчепчевіч. Його дідом був Радул І — засновник династії Негошів.
У 1683 році, колі Данилу було 13 років, розпочався великий похід османів. Важкі часи, через які пройшов молодий Данило, залишили слід на його пам‘яті, що дозволяло майбутньому єпископу об‘єктивно сприймати і вивчати долю чорногорського народу.
Данило в 1689 році вперше в Цетинє зустрівся з Патріархом Арсенієм ІІІ коли Патріарх провів промови і підіймав бойовий дух чорногорського народу, заохочуючи самих чорногорців, в ім‘я Христа, щоб взяли зброю, й шли з його благословенням на війну проти Османської імперії.
У цей час Чорногорія переживала тяжкі часи. Борючись за своє повне звільнення від турків, чорногорці виступили проти Османської імперії на початку Морейської війни (1684—1699 рр.) Християнського союзу, до якого входили Австрія, Польща, Венеція і Ватикан. Але венеційська допомога, на яку сподівались чорногорці, виявилась недостатньою. Скадарський паша Сулейман Бушатлі двічі — в 1685 р. і 1692 р.- мав можливість захопити чорногорську столицю Цетинє, яку обороняли чорногорці з венеційцями. 28 вересня 1692 р. Цетинський монастир було зруйновано, а митрополичу резиденцію було перенесено в монастир Добрска Челія.

## Митрополит

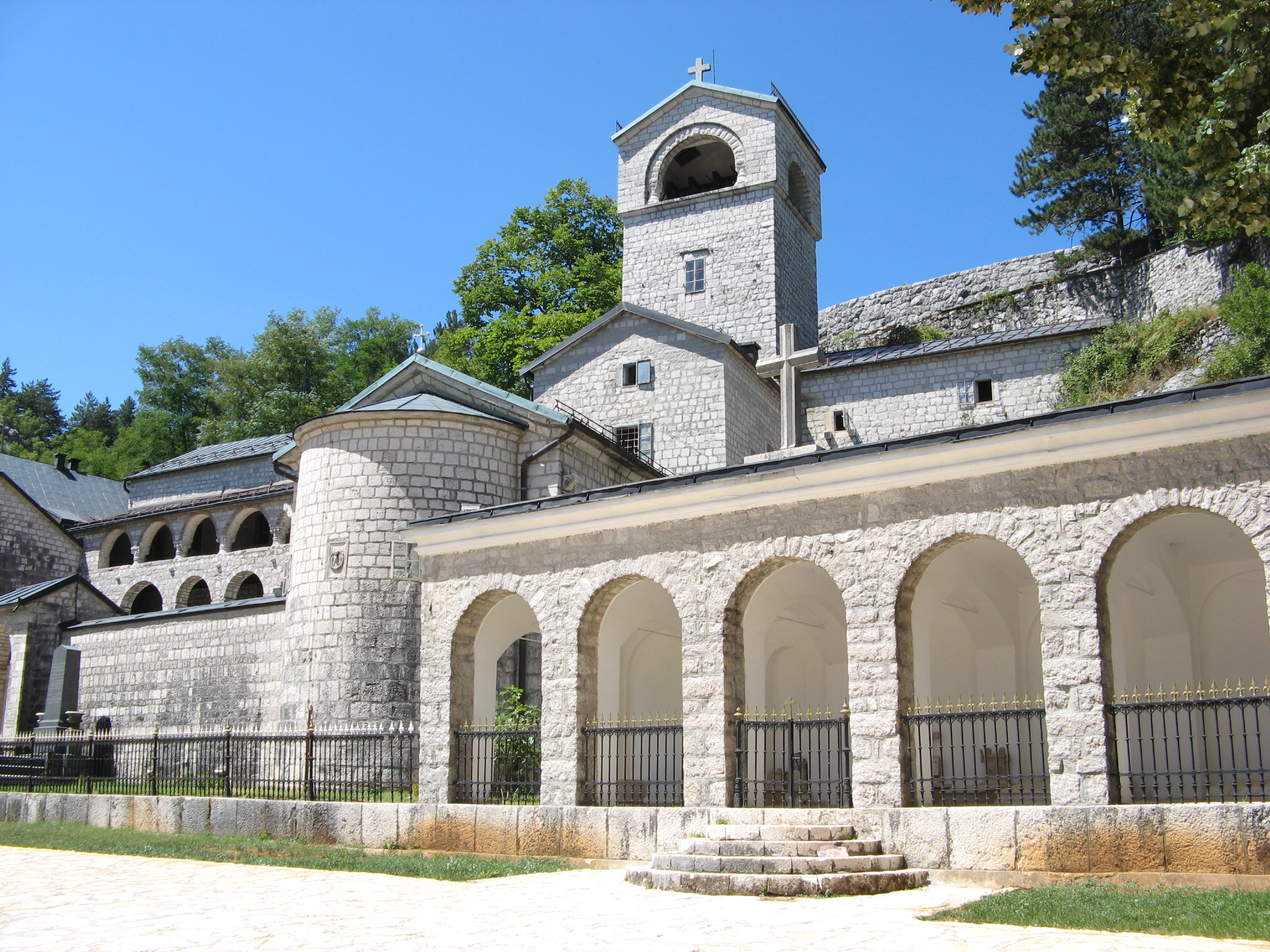
Цетинський монастир

Переломним моментом в історії Чорногорії стало обрання в 1697 р., після смерті владики Саватія, митрополитом молодого ченця Данила. Владика Данило таким чином став першим чорногорським правителем з династії Петровичів-Негошів, яка правила Чорногорією до 1918 р. Митрополичий, а потім і княжий престол став спадковим у цій родині, переходячи від дядька до племінника. У 1700 р. Данило був висвячений сербським патріархом Арсенієм ІІІ (Черноєвічем) в угорському місті Сечуй.
Під натиском Османської імперії посилився процес ісламізації населення. «Потурченцями» називали всіх, хто внаслідок своєї бідності або з інших причин переходили з християнської віри в іслам. Це явище являло велику небезпеку, тому що такого прикладу могли піти інші. Прийшовши до влади Данило поставив перед собою два важливих завдання: знищити кровну помсту і вигнати потурченців з країни. Переходячи від племені до племені, йому вдалося примирити багато сторін, використовуючи різні засоби, в тому числі і право відлучення від церкви.
Після чергового розорення турками старого Цетинського монастиря, в 1701 році Данило переніс його на нове місце, використавши при будівництві елементи старої споруди, що мало символізувати спадкоємність культурних і релігійних традицій.
Роздратований діями владики Шкодерський паша Демір, скористався приїздом Данила до Подгориці на освячення нового храму, схопив його та засудив до страти на палі. Але згодом погодився відпустити владику за викуп. Гроші надали заможні бокельські родини з Доброти — Дабіновичі, Івановичі та Тріпковичі. А поки викуп везли — Данила катували. Щодня турки змушували його носити знаряддя своєї кари — кілок з Подгориці в Спуж (10 км) і назад, а ночами підвішували зі зв'язаними руками під склепінням міських воріт.
Після свого звільнення Данило скликав збори чорногорських племен, на яких розповів про поневіряння. За переказами, обурені горяни вирішили на різдво 1702 року перебити у своїх землях усіх турків та «потурчених» співплемінників.

## Боротьба з Османами

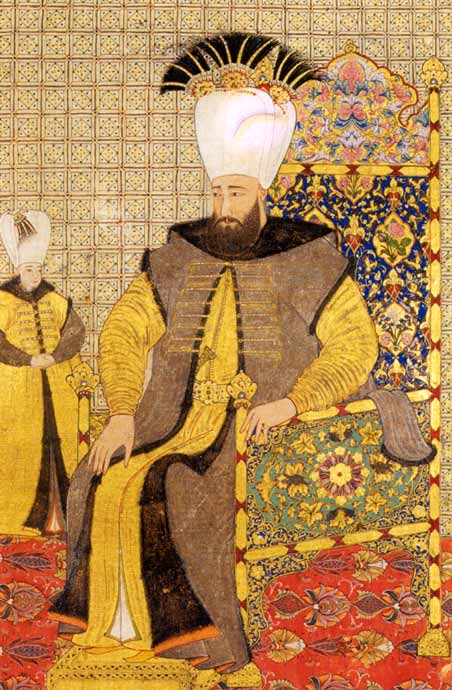
Ахмед III

За вказівкою султана Ахмета III влітку 1712 в Чорногорію з двадцятитисячним каральним військом був відправлений боснійський намісник Ахмет-паша Шапшатлія. Вирішальна битва відбулася 17 липня 1712 на Царевому Лазі, де восьмитисячне військо чорногорців завдало ворогові нищівної поразки. Було захоплено 86 турецьких прапорів. У битві був поранений сам владика Данило. У Цетиньському музеї зберігався хрест, який мав на собі митрополит Данило і по якому вдарив шаблею турецький офіцер. Цей хрест і врятував життя митрополита. Але іншої частини турецького війська вдалося пробитися в Цетинє і зруйнувати монастир.
1714 року інший боснійський намісник Нуман-паша Чуприлич зробив спробу вирішити, нарешті, «чорногорську проблему». Знищуючи все на своєму шляху, турецькі війська дійшли до Цетинє і зруйнували щойно відновлений Цетиньський монастир. Однак під впливом голоду, холоду і постійним натиском чорногорців, змушені були відступити, не здійснивши наказа султана.
Уже 1716 року (за іншими даними — 1717 року), в день Благовіщення, відбулася нова битва чорногорців з турками біля села Тернини. У цій битві чорногорці здобули перемогу. 1718 року чорногорці взяли участь у війні венеційців з турками, напав на міста Бар і Ульцинь. 21 червня 1718 року був укладений Пожаревацький мир між Туреччиною з одного боку і Венецією і Австрією з іншого. По ньому венеційці отримали приморські землі Грбаль, Маїн, Браїчі та ін, які раніше належали Чорногорії. Владиці вдалося лише відстояти свою церковну юрисдикцію над цими землями, де знаходилися стародавні монастирі православні Подмаїна, Станевич, Ластва Грбальска. 1718 року митрополит Данило добився від венеційського сенату підтвердження прав православних в Которській затоці.

## Відносини з Московщиною

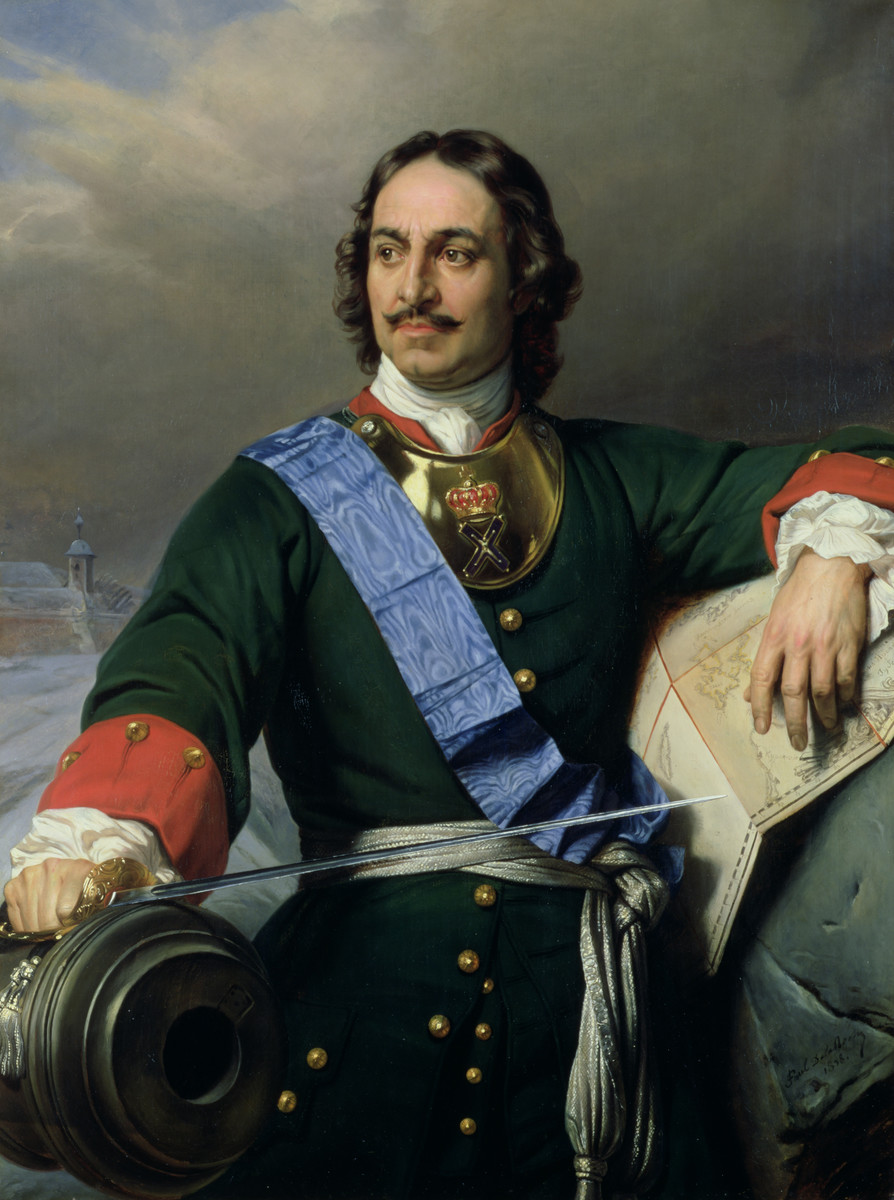
Петро І

Митрополиту Данилові також приписують заслуги встановлення дружніх відносин з Московщиною. У 1711 році московський цар Петро I адресував Данилові «грамоту» із закликом виступити проти османів. Його заклик був почутий чорногорцями і вони підняли антитурецьке повстання, яке, втім, не отримало подальшого розвитку. Московські війська того року зазнали великої поразки на річці Прут, через що Петро I уклав ганебний для нього Прутський мир. При укладанні цього миру Чорногорія не була прийнята до уваги, що поставило її у важке становище у світлі неминучої помсти з боку Османської імперії.
Відвідавши 1715 року Петербург, чорногорський митрополит отримав від московського царя Петра I гроші на відновлення монастирів і церков, церковні книги і богослужебні предмети. Повернувшись з Московщини у квітні 1716 року Данило зупинився в монастирі Подмаїна, поблизу міста Будви. Він знайшов Чорногорію в важкому стані. У своєму листі до московського канцлера Головкін Данило писав: «Все розорене, розігнано й пущено під меч, в рабство відведено; лише малий залишок біг в гори і врятувався».

## Смерть
Митрополит Данило помер 4 січня 1735 року в монастирі Подмаїна в Будві, де і був похований коло малої Успенської церкви. 1747 року у цьому монастирі була побудована Велика Успенська церква, прах владики перенесли в неї. Звідси 1856 року останки були перенесені в Цетинє, де і покоїться зараз у невеликій відкритій каплиці на горі Орлиний хрест.
Владика Данило розглядав себе не тільки спадкоємцем Зетських митрополитів, але і спадкоємців династії Зетських господарів Черноєвичів. Він був твердим захисником Православ'я. Про нього Которський єпископ Марин Драго писав: «Він агресивний, і якщо світські власті не перешкодять йому, то католицизм в далеких краях його єпархії потрапить в дуже велику небезпеку». Саме владика Данило заклав фундамент повної чорногорської незалежності, якої домігся Св. Петро Цетиньській і офіційно підтвердив чорногорський князь Микола I.
Віддаючи данину заслугам митрополита перед країною, нащадки увічнили пам'ять про нього у віршах і піснях. А в історичній столиці країни — Цетинє побудований меморіал владики Данила I Петровича-Негоша.